# 莊尼·奧圖
乔纳坦·卡斯特羅·奧托（西班牙語：Jonathan Castro Otto；1994年3月3日—）是西班牙的一位足球運動員，在場上司職左後衛或右後衛。現効力PAOK。2012年，他在維戈塞爾塔對奧薩蘇納的比賽中打入自己的首個西甲進球。

## 榮譽
西班牙 U19
- UEFA European Under-19 Championship：2012[2]

西班牙 U21
- UEFA European Under-21 Championship亞軍：2017[3]

個人
- 英格蘭足球超級聯賽每月最佳進球：2023年3月[4]

## 外部連結
- BDFutbol profile （页面存档备份，存于）
- Futbolme profile[永久] （西班牙文）
- Soccerway profile （页面存档备份，存于）